# Polyardis illustris
Polyardis illustris är en tvåvingeart som beskrevs av Jaschhof 2004. Polyardis illustris ingår i släktet Polyardis och familjen gallmyggor. Inga underarter finns listade i Catalogue of Life.